# Дмитрий Донской (фрегат)
«Дмитрий Донской» (старое написание Дмитрій Донской) — парусно-винтовой трёхмачтовый фрегат 50-пушечного ранга военно-морского флота Российской империи построенный из дерева. Корабль предназначался для длительного крейсерства в отдалённых районах мирового океана.
Унаследовал название от линейного корабля, в честь сына великого князя Ивана Красного — великого князя Московского и Владимирского Дмитрия Донского.

## Проектирование и постройка
30 июня 1858 года государь-император «повелел построить с подряда на Охте винтовой 800-сильный фрегат». 2 июля 1858 года адмирал Л. Ф. Богданович отправил соответствующее предписание в Кораблестроительный департамент Морского министерства. Позже было принято решение также заложить аналогичный фрегат на Галерном островке. Оба фрегата изначально предполагалось строить «с подряда» — то есть, постройкой занималось частное лицо на стапеле одной из государственных верфей. Контракт на постройку второго фрегата был заключён 23 сентября 1858 года, и практически сразу же приступили к заготовке материала. Для постройки из казны была выделена половина необходимого строительного леса, по условиям подряда недостающее дерево подрядчик закупал самостоятельно. Также от казны поставили: медные болты и листы для обшивки подводной части, железные ридерсовые полосы, дельные вещи, и носовую фигуру, созданную профессором скульптуры Н. С. Пименовым.
Теоретические чертежи были разработаны корабельным инженером И. С. Дмитриевым на основе технической документации построенного в САСШ фрегата «Генерал-адмирал» (стал главным прототипом) и фрегата «Олег».
К строительству корпуса приступили 25 октября 1858 года без официальной закладки, имея лишь теоретический чертёж и чертёж фрегата-прототипа полученный из Кораблестроительного технического комитета (КТК). В 1859 году строительством корпуса занялся инженер Н. А. Субботин. Чертежи рангоута, паруса, внутреннего устройства, а также паровой машины и котлов разрабатывались в ходе постройки корабля. Чертежи главных механизмов и фундаментов под них были выполнены к февралю 1859 года на Ижорском заводе по образцам фрегата «Олег», разработанным в Англии на заводе Модслей, также к этой дате была уточнена конструкция кормовой оконечности и гребного вала. В феврале в КТК одобрили окончательную построечную смету. 8 сентября 1859 года командиром строившегося фрегата назначен капитан 1-го ранга Ф. О. Юшков.
Постройкой обоих фрегатов руководили подрядчики, а разработчики чертежей не могли вмешиваться в ход работ — только отслеживали следование утверждённым чертежам и правильность применяемых технологий. 2 мая 1859 года по приказу управляющего Морским министерством адмирала Н. Ф. Метлина строящийся на верфи Галерный островок фрегат получил название «Дмитрий Донской» и был внесён в списки флота. Строящийся на Охтинской верфи фрегат этим же днём получил название «Александр Невский». К июлю были подготовлены бимсы батарейной палубы к установке, а корпус уже заметно возвышался на стапель-блоках. Церемония официальной закладки прошла 28 июля 1859 года.

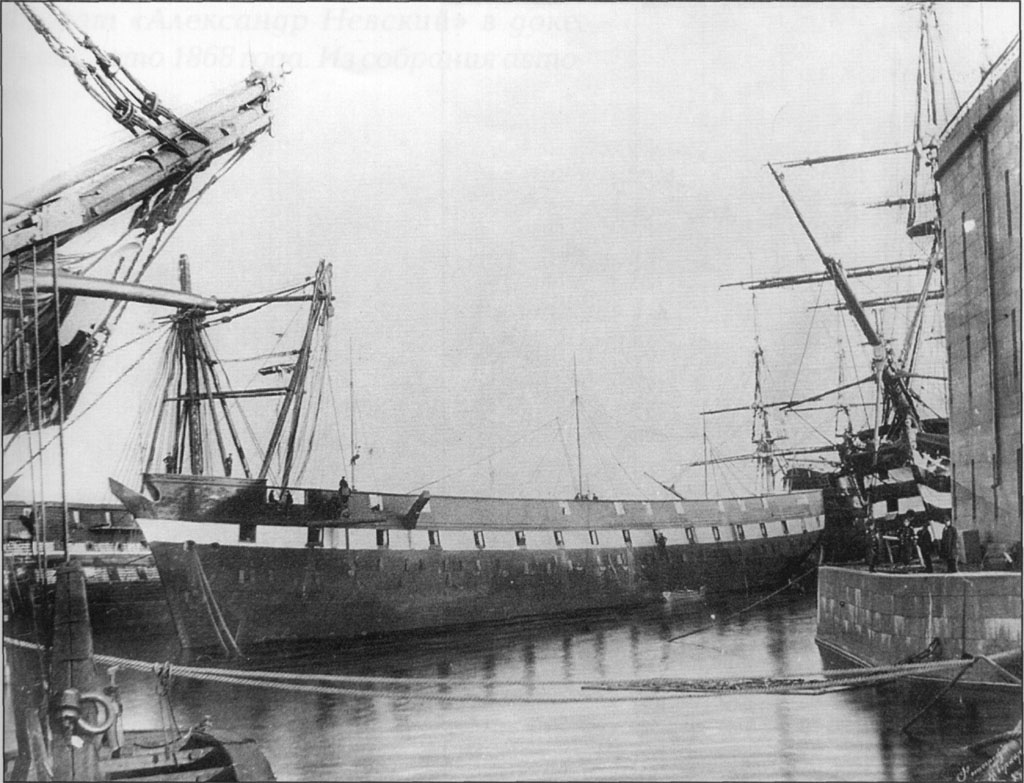
Фрегат «Дмитрий Донской» после спуска на воду

В 1860 году вместо Н. А. Субботина строительством занялся старший судостроитель Петербургского порта капитан ККИ Ю. К. Тирнштейн. С ноября также занимавшийся свайно-земляными работами на подводном спусковом фундаменте верфи. Конопатку обшивки и палуб фрегата произвели работники Петербургского порта. Спуск на воду несколько раз откладывался из-за неготовности технических сооружений — за отсутствием батопорта пришлось обнажить фундамент путём сооружения шпунтовой плотины. По технической готовности верфи, дату спуска назначили на 9 сентября 1861 года. С 25 августа фрегат стали готовить к спуску — наружную обшивку, верхний и нижний бархоуты, верхние простенки выкрасили сажей. Просветы в портах, пояс орудийных портов, шханцы и всю открытую батарею — белилами. 6 сентября был подписан «Акт свидетельства». Также к спуску была выпущена специальная брошюра, содержащая краткую информацию о постройке корабля и его тактико-технические данные. Спуск на воду состоялся в назначенный день, в 12 часов — тем самым соединили второе торжество, посвящённое официальной закладке фрегата «Петропавловск» в Новом Адмиралтействе, прошедшее часом ранее. Далее фрегат был поднят на плавучий гидравлический док, и 19 сентября 1861 года в нём доставлен в Кронштадт, после чего введён в Петровский док. Достройка до полной готовности проходила силами Петербургского порта, где заготовили рангоут и такелаж.
В 1862 году силами Кронштадтского пароходного завода были установлены: подъёмный гребной винт; водоопреснительные аппараты; шпили, изготовленные на Ижорском заводе; и приступили к установке паровой машины с котлами. 16 июня «Дмитрий Донской» вывели из дока, а к 9 августа закончили установку паровой машины. После чего продолжились работы с рангоутом и такелажем. «Дмитрий Донской» вступил в строй в октябре 1862 года. Общая стоимость постройки корпуса составила 675 500 рублей серебром. Стоимость всех механизмов, изготовленных на заводе Берда и их установка составила 417 725 рублей серебром.

## Конструкция
Спецификация предусматривала следующие главные размерения: максимальная длина по верхней палубе 82,91 метра, длина между перпендикулярами 91,6 метра (отчётная — 82,3 м), ширина с обшивкой 15,54 метра (отчётная — 15,6 м), глубина ин-трюма 5,44 метра, водоизмещение 4562 тонн (в нормальном грузу), осадка носом 6,6, кормой 7,26 метра. Шпангоуты ставились «нормально» по отношению к наружной обшивке. Княвдигеда (носовая наделка) корпуса, как и на фрегатах «Генерал-адмирал» и «Олег» — исключалась, что требовало устранение ватер-вулингов, широко применявшихся для крепления бушприта до середины XIX века и, соответственно, штаги фок-мачты крепились непосредственно на борт бака. Корпус был выстроен из дуба и лиственницы, второстепенные конструкции изготавливались из сосны.
16 июля 1859 года на верфь было передано личное приказание генерал-адмирала Константина Николаевича «для надёжного скрепления корпуса таких длинных судов и предотвращения грозившего им перелома, увеличения крепости в постройке и выгоды в размещениях и удобствах» на фрегате применить пять усовершенствований: главный (средний) кильсон сделать из двух рядов, поставленных один на другой; брусья фундамента, проходившие под машиной и котлами, продолжить к носовой и кормовой частям корпуса; паровую машину сместить за грот-мачту, а паровые котлы установить впереди неё; раскосы (ридерсы) скрепить взаимно болтами в местах пересечения; для устранения водотёчности колодца подъемного гребного винта изменить его устройство. 2 октября генерал-адмирал добавил: «все железные ридерсы, раскосины и другие связи при взаимном их пересечении крепить болтами так, чтобы система диагонального крепления представляла собой одну целую сеть, охватывающую судно с обеих сторон».

### Силовая установка
Одна горизонтальная двухцилиндровая паровая машина простого расширения производства завода Берда с шестью котлами имела мощность 800 нарицательных л. с., что составляло около 2500 индикаторных л. с. Угольные ямы вмещали 500 тонн угля. Дымоходы из котлов выводились в одну трубу в средней части корпуса. Движетелем являлись паруса и двухлопастный гребной винт, который убирался в специальный колодец, для уменьшения сопротивления при ходе под парусами. Во время испытаний фрегат развил скорость полного хода в 10,47 узла при давлении в котлах до 1,14 атм и частоте вращения главной машины 49—50 об/мин (показатель в 2535 и. л. с.).

### Вооружение
На закрытой батарее и верхней палубе были предусмотрены по 34 орудийных порта, т. е. по 17 портов на борт на каждой палубе. Вооружение распределялось следующим образом: две 60-фунтовые пушки № 1, шестнадцать 60-фунтовые пушки № 2, две 60-фунтовые пушки № 1 на поворотных платформах; восемнадцать 60-фунтовые пушки № 1, двенадцать 60-фунтовые пушки № 2 на закрытой батарее — всего пятьдесят орудий. На 1868 год орудия размещались в следующем порядке: на открытой батарее размещались шестнадцать 60-фунтовые пушки № 2 и две 60-фунтовые пушки № 1 на поворотной платформе; на закрытой батарее шестнадцать 60-фунтовые пушки № 1 и шесть 60-фунтовые пушки № 2 — всего сорок орудий.

### Команда
По штатному расписанию 1859 года команда корабля состояла из 19 офицеров и 638 нижних чина (657 человек). По штатному расписанию 1862 года команда состояла из 41 офицера и 664 нижних чина (705 человек), в практических (учебных) плаваниях в команду включались 60 кондукторов и 65 гардемаринов.

## Служба

### Первое практическое плавание
20 октября 1862 года «Дмитрий Донской» под командованием капитан-лейтенанта Н. А. Беклешова отправился в Атлантический океан с гардемаринами и кондукторами для получения ими морской практики. Перед отплытием на борт были погружены три больших железных подсвечника и два колокола, весом в 20 пудов 10 фунтов и 10 пудов 32 фунта, которые предназначались для Дечанского монастыря. Данные колокола были отлиты в Москве на заводе А. П. Богдановой на пожертвования петербургского купца Ф. Ф. Зайцева.
По ходу плавания, фрегат сделал остановки в Нюборге (27 октября — 5 ноября) и Бресте (11 — 22 ноября), 29 ноября «Дмитрий Донской» подошёл к Лиссабону, и под проводкой лоцмана втянулся в реку Таго. Через несколько дней колокола и церковная утварь были перегружены на фрегат «Ослябя» для доставки их по назначению, а «Дмитрий Донской» оставался у Лиссабона до 17 декабря. После чего отправился в залив Порто-Гранде (остров Сан-Висенти), куда пришёл 31 декабря и оставался тут до 10 января 1863 года. Далее был 28-дневный переход до острова Святой Екатерины, во время которого, 21 января пересёк экватор. 20 февраля фрегат прибыл в Рио-де-Жанейро.
4 марта «Дмитрий Донской» посетил император Бразилии Педру II. С 6 марта было проведено артиллерийское учение в бухте Армасао, откуда 17 марта фрегат отправился к Азорским островам. На рейде острова Фаял «Дмитрий Донской» пробыл с 3 по 10 мая, откуда отправился в Нюборг, а 1 июня 1863 года вернулся в Кронштадт. 
2 июля 1863 года, находившийся на Кронштадтском рейде фрегат посетил император Александр II и оставшись вполне доволен отчетливым исполнением на фрегате артиллерийского учения объявил Монаршее благоволение командиру фрегата капитан-лейтенанту Н. А. Беклешову и всем офицерам, гардемаринам и кондукторам и пожаловал нижним чинам по рублю.

### Второе практическое плавание
30 марта 1864 года капитан 1-го ранга барон Г. Г. Майдель был назначен командиром фрегата «Дмитрий Донской». После снаряжения, фрегат отправился в своё второе практическое плавание 26 июля 1864 года, имея на буксире военный транспорт «Гиляк». 3 августа корабли зашли на Христианзандский рейд. 9 августа корабли покинули рейд и взяли курс на Брест, куда прибыли 14 числа. 29 августа «Дмитрий Донской» отправился в Санта-Крус. 11 сентября фрегат оставил остров и с 15 по 27 сентября крейсеровал в Атлантическом океане, после чего взял курс на острова Зелёного мыса и 30 сентября стал на якорь в Порто-Гранде у Минделу. Пробыв две недели отправился к Рио-де-Жанейро, куда прибыл 3 ноября. с 7 ноября по 6 декабря плавание в Бразильских водах, после чего вернулся в Рио-де-Жанейро. В плавание фрегат отправился 14 декабря, взяв курс между 30° и 39° S широты.
10 января 1865 года «Дмитрий Донской» был в виду маяка «мыс Доброй Надежды», а 11 числа стал на якорь в Саймонс-Бей (ныне Флос-Бей) у Саймонстаун. Через 20 дней, 2 февраля, фрегат перешёл на Капштадский рейд, откуда отправился к острову Святой Елены. На рейде Джемстоуна пополнили запасы и отправились к Азорским островам. Первая часть перехода составила 200 морских миль, вторая 250 морских миль под парами при полном штиле до Фаяла. 8 апреля «Дмитрий Донской» покинул остров и взял курс на Английский канал (ныне Ла-Манш). На пути в Кронштадт фрегат сделал остановки в Шербуре и Нюборге. В гавань родного порта фрегат зашёл 17 мая 1865 года.

### Третье практическое плавание
30 сентября 1865 года «Дмитрий Донской» с гардемаринами и кондукторами под командованием капитана 1-го ранга барона Г. Г. Майделя оставил Кронштадт и взял курс на Нюборг, откуда отправился в Шербур, и далее в Бискайский залив. Утром 20 ноября фрегат стал на рейде Санта-Крус (Тенерифе). Пробыв тут 2 дня, 25 числа «Дмитрий Донской» пересёк тропик Рака в долготе 21° 25', а 28 ноября стал на якорь Порто-Гранде на островах Зелёного Мыса. После отдыха команды и пополнения припасов, 14 декабря отправились к африканскому берегу в устье реки Гамбия к английской колонии — Батхерсту (ныне Банжул). 28 декабря «Дмитрий Донской» покинул английскую колонию и отправился в Либерию.
В Монровии «Дмитрий Донской» пробыл со 2 по 6 января 1866 года, после чего отправился в Рио-де-Жанейро, где в бухте Абрао были проведены практические учения. С 12 марта по 24 апреля переход к Азорским островам. Далее, обогнув остров Фаял, фрегат прошёл 1014 морских миль под парусами за 6 дней, после чего 200 морских миль до Плимута под парами. С 23 мая по 12 июня переход в Кронштадт.
В июле 1866 года русская эскадра под командованием контр-адмирала Лихачёва (броненосная батарея «Не тронь меня», броненосный фрегат «Севастополь», фрегат «Дмитрий Донской», пароходо-фрегат «Храбрый», пароходо-фрегат «Владимир», клипер «Яхонт», двухбашенная лодка «Смерч» и четыре монитора) были отправлены в Гельсингфорс для встречи американских кораблей: монитора «Miantonomoh» и парохода «Ogasta» под командованием помощника секретаря Морского министра САСШ капитана Г. Ф. Фокса, на которых прибыло новое американское посольство. Встретив в Гельсингфорсе, русская эскадра проводила их до Большого Кронштадтского рейда.

### Четвёртое практическое плавание
9 октября 1867 года «Дмитрий Донской» под командованием капитан-лейтенанта Я. М. Дрешер — флаг начальника отряда учебных судов в Атлантическом океане и пароход «Работник» отправились в очередное практическое плавание с гардемаринами и кондукторами. Первая практическая часть проходила в Балтийском море у острова Борнхольм. 16 октября, с наступлением темноты, фрегат самостоятельно вошёл на рейд Нюборга и стал на якорь. К рассвету, при отливе, корабль оказался кормой на отмеле. 18 числа, при приливе, фрегат самостоятельно сошёл с отмели и переменил место якорной стоянки. Во время инцидента корабль повреждений не получил, и 25 октября учебное плавание продолжилось в проливах Большой Бельт и Каттегат. Налетевший шторм заставил стать на якорь у Скагена, где пробыли до 28 октября. При снятии с якоря томбуй-штерт намотало на винт, и для следования далее, гребной винт разобщили с валом. С 1 на 2 ноября «Дмитрий Донской» зашёл на Плимутский рейд под парусами. К 5 ноября винт был очищен, но его поднятию что-то мешало. Фрегат был поставлен в док для обследования. При подробном осмотре фрегата выяснилось, что перегиб корпуса составляет 1,6 дюйма (примерно 4 сантиметра). 29 ноября во время учебной пожарной тревоги, была обнаружена тлеющая деревянная подушка между 1 и 2 котлами. «Дмитрий Донской» оставался в Плимуте до 14 ноября, после чего отправился к островам Зелёного мыса, 3 декабря прибыл к Порто-Гранде.
17 декабря практическое плавание продолжилось к Рио-де-Жанейро, куда фрегат прибыл 3 января 1868 года. Проведя артиллерийское учение в бухте Санешибо, 14 февраля отправился к мысу Доброй Надежды. 19 февраля «Дмитрий Донской» попал в полосу штиля при значительной океанской зыби, при которой размах корпуса достигал 20°, и было замечено значительное движение переборок, бимсов и комельсов. 21 числа, чтобы покинуть опасную зону, были разведены пары и фрегат взял курс к островам Тристан-да-Кунья. 7 марта фрегат зашёл в Саймонс-Бей. Плавание до этого пункта составило 3530 морских миль за 21¾ суток. 19 марта «Дмитрий Донской» отправился в обратное плавание. Побывав на острове Вознесения, у островов Сцилли, Плимуте и Киле, 17 июня 1868 года фрегат пришёл в Кронштадт. По окончании плавания Яков Матвеевич Дрешер «за отличие» был произведён в чин капитана 2-го ранга.

### Пятое практическое плавание
В начале октября 1868 года «Дмитрий Донской» под командованием капитана 2-го ранга Я. М. Дрешера был отправлен в Средиземное море для обучения двухсот гардемарин и кондукторов, а также сто рекрутов. Покинув Кронштадт 2 октября, «Дмитрий Донской» сопровождал до острова Борнхольма датский фрегат Jeland, вышедшей с ним в одно время. С 3 на 4 число произошло возгорание деревянной крышки между кормовым и средним котлом. Через четверо суток после выхода из Кронштадта, фрегат стал на якорь в Киле. После отдыха команды, «Дмитрий Донской» отправился к Шербуру, на переходе зайдя в Доунсы для пополнения запаса угля. В Шербур фрегат прибыл 26 октября, и за время стоянки офицеры и гардемарины посетили порт и броненосные фрегаты «Голуа» (фр. Gaulois) и «Фландрия»(фр. Flandre), а вице-адмирал Рено и командующий сухопутными войсками генерал-майор Модюи совершили ответный визит на фрегат. Весь путь до Лиссабона в 1180 морских миль за 8 суток, команда фрегата занималась практическими занятиями и тренировкой лавировки. 26 ноября «Дмитрий Донской» вышел из Лиссабона и взял курс на остров Мадейра. Пробыв на острове до 7 декабря, фрегат перешёл к островам Зелёного мыса, а оттуда к Бахию (ныне Салвадор). В Рио-де-Жанейро «Дмитрий Донской» пришёл в ночь с 9 на 10 февраля. Утром 10 февраля на рейд зашёл клипер «Всадник». 15 февраля «Дмитрий Донской» оставил рейд и отправился в обратный путь в Россию. До Плимута фрегат продел путь в 6300 морских миль за 46 суток, в том числе имея 74 часа под парами за которые было пройдено 580 морских миль. Также во время этого перехода гардемарины сдали экзамены, а рекруты были подготовлены к выпуску в вице-унтер-офицеры. По выходе из Плимута 10 апреля, фрегат прибыл на рейд Киля 17 числа. Получив сведения о состоянии льда в Финском заливе, фрегат перешёл в Копенгаген, где пришлось задержаться. За это время корпус был покрашен и обтянут такелаж. 24 апреля недалеко от фрегата столкнулась с норвежским торговым судном, перевернулась и затонула небольшая яхта с тремя людьми на борту, для их спасения была отправлена восьмёрка под командованием гардемарина Н. Н. Гембачева, который и спас тонущих. 30 апреля фрегат покинул Копенгаген и 6 мая 1869 года прибыл в Кронштадт.
После возвращения из плавания, фрегат посетил император Александр II и оставшись совершенно довольным отличным состоянием фрегата, здоровым и бодрым видом его команды, вполне отчётливым исполнением артиллерийского и парусного учений как гардемаринами и кондукторами, так и командою объявил Монаршее благоволение командиру фрегата капитану 2-го ранга Якову Дрешеру и всем офицерам, гардемаринам и кондукторам фрегата, нижним же чинам пожаловал по рублю на человека.
1 апреля 1872 года винтовой фрегат «Дмитрий Донской» исключён из списков Российского императорского флота.

## Известные люди, служившие на корабле

### Командиры
- 08.09.1859 — ??.??.186? — капитан 1-го ранга Юшков, Фёдор Осипович
- 26.03.1862 — 02.03.1864 — капитан-лейтенант (с 29.07.1863 капитан 2-го ранга) Беклешов, Николай Алексеевич
- 30.03.1864[25] — 04.07.1866 — капитан 1-го ранга барон Майдель, Григорий Густавович
- 04.07.1866 — ??.??.186? — капитан 1-го ранга Анкудинов, Евграф Григорьевич
- 26.06.1867 — ??.??.1869 — капитан-лейтенант (с 1868 года «за отличие» капитан 2-го ранга) Дрешер, Яков Матвеевич[26]
- 01.01.1870 — 01.01.1871 — капитан 2-го ранга Копытов, Николай Васильевич
- 01.01.1871 — хх.хх.хххх — капитан 1-го ранга барон Бухгольц, Людвиг Антонович

### Старшие офицеры
- ??.??.1865—??.??.1866 старший офицер мичман Верховский, Владимир Павлович

### Другие должности
- ??.??.1862—??.??.1863 лейтенант Волосов, Василий Иванович
- ??.??.1864—??.??.1866 мичман Майдель, Эдуард Владимирович[27]
- 16.09.1867—28.06.1868 КФШ гардемарин Макаров, Степан Осипович
- ??.??.186?—??.05.1869 штурманский офицер КФШ мичман Мордовин, Георгий Александрович

Проходили морское обучение (практику)
- ??.??.18??—??.??.186? юнкер Гагарин, Константин Дмитриевич
- ??.??.1864—??.??.1866 гардемарин Безобразов, Пётр Алексеевич
- ??.??.1865—??.??.1866 гардемарин Гаупт, Николай Александрович
- 17.09.1868—25.05.1869 гардемарин Гембачев, Николай Николаевич
- 17.09.1868—25.05.1869 гардемарин Макаров, Степан Осипович